# Dicastillo
Dicastillo (em castelhano) ou Deikaztelu (em basco) é um município da Espanha
na província e comunidade autónoma de Navarra. Tem 33,41 km² de área e em 2021 tinha 589 habitantes (densidade: 17,6 hab./km²).

## Demografia
| Variação demográfica do município entre 1991 e 2004 | Variação demográfica do município entre 1991 e 2004 | Variação demográfica do município entre 1991 e 2004 | Variação demográfica do município entre 1991 e 2004 |
| --------------------------------------------------- | --------------------------------------------------- | --------------------------------------------------- | --------------------------------------------------- |
| 1991                                                | 1996                                                | 2001                                                | 2004                                                |
| 743                                                 | 708                                                 | 676                                                 | 696                                                 |